# Андресен, Аске
Аске Лет Андресен (дат. Aske Leth Andrésen; род. 12 июля 2005, Орхус) — датский футболист, вратарь клуба «Силькеборг».

## Клубная карьера
Андерсен — воспитанник клуба «Силькеборг». 2 октября 2022 года в матче против «Хорсенс» он дебютировал в датской Суперлиги. В 2024 году Аске продлил контракт с клубом до 2029 года.